# 弗格森鎮區 (密蘇里州聖路易斯縣)
弗格森鎮區（英語：Ferguson Township）是位於美國密蘇里州聖路易斯縣的一個行政鎮區。

## 地方資料
弗格森鎮區的面積為25.68平方千米，皆為陸地。根據2020年美國人口普查的數據，當地共有人口33034人，而人口密度為每平方千米1,286.37人。